# روزاریو مارین
روزاریو مارین (انگلیسی: Rosario Marin؛ زادهٔ ۴ اوت ۱۹۵۸) یک سیاستمدار اهل ایالات متحده آمریکا است. او در دولت جرج دابلیو. بوش بین سال‌های ۲۰۰۱ تا ۲۰۰۳ خزانه‌دار ایالات متحده آمریکا بود. همچنین او شهردار هانتینگتون پارک بود.